# CityJet
CityJet é uma companhia aérea regional da Irlanda com matriz em Swords, condado de Dublin. Opera principalmente a partir do Aeroporto da Cidade de Londres e opera sob sua própria marca de serviços wet lease em nome de seu sócio, a Air France, que era o proprietário principal até maio de 2014, quando CityJet foi vendido aos proprietários alemães Intro Aviation. A companhia aérea também possui e opera instalações de manutenção no Aeroporto de Dublin.

## Frota

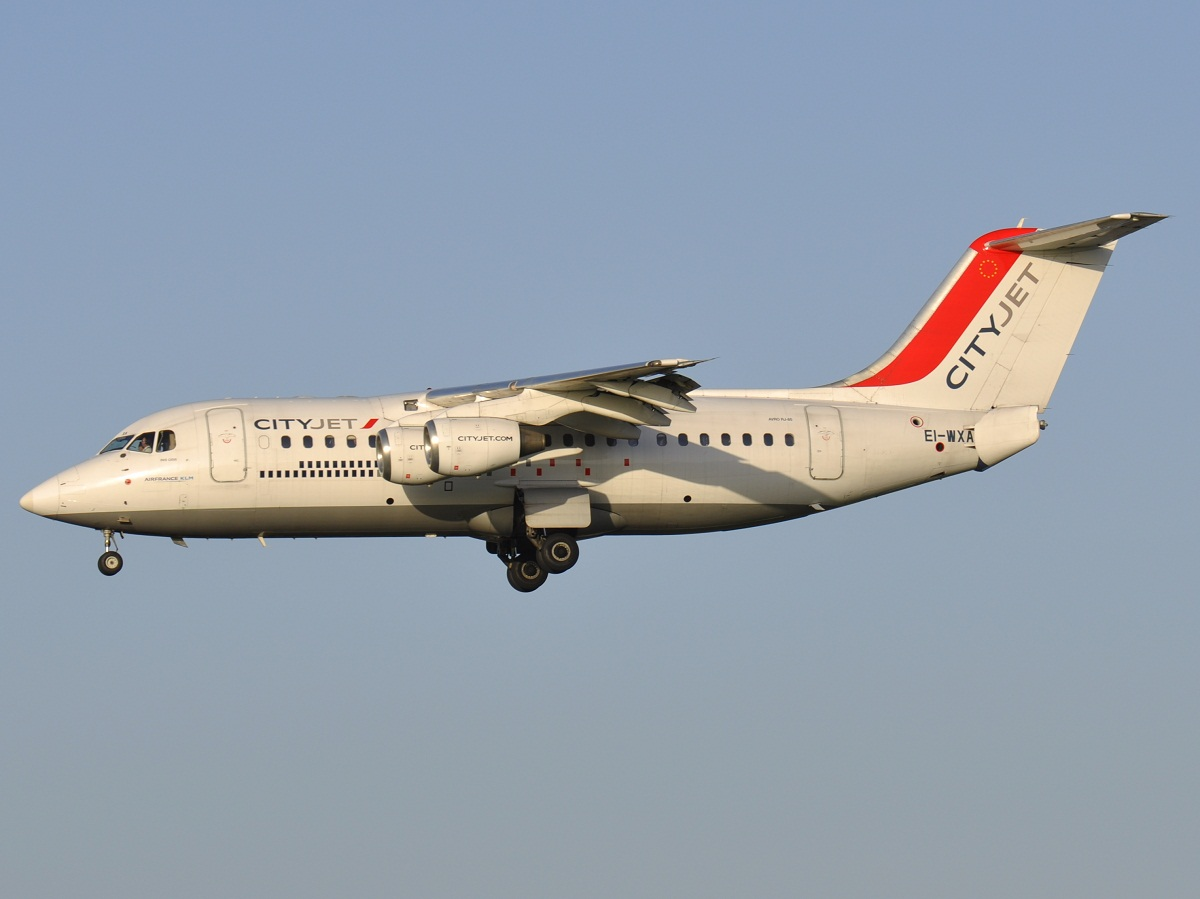
CityJet Avro RJ85

Em outubro de 2016.
- 17 Avro RJ85
- 8 Bombardier CRJ900
- 3 Sukhoi Superjet 100